# Jürgen Cain Külbel
Pour les articles homonymes, voir Cain (homonymie).
Jürgen Cain Külbel est un ancien enquêteur de la police criminelle de la République démocratique allemande, devenu journaliste d'investigation après la réunification allemande.

## Biographie
Il a publié en 2006 une contre-enquête sur le travail réalisé par la Commission de l'ONU dirigée par l'ex-procureur allemand Detlev Mehlis sur l'attentat ayant coûté la vie à l'ancien Premier ministre libanais Rafiq Hariri. Il y étudie une éventuelle piste israélienne. Son travail a influencé les enquêteurs de la Sécurité générale libanaise qui ont arrêté sept espions du Mossad en juin 2006, ont démontré leur implication dans quatre assassinats politiques et enquêtent sur leur éventuelle implication dans l'assassinat de Rafiq Hariri[réf. nécessaire]. Il a été incarcéré à Berlin, lui étant reproché d’avoir violé une décision du Tribunal des référés en maintenant un lien actif sur son site Internet vers un article publié par le Réseau Voltaire.

## Œuvres
- Mordakte Hariri, Unterdrückte Spuren im Libanon, Edition Zeitgeschichte Band 34, 2006  (ISBN 3-89706-860-5)